# Adelaide O'Keeffe
Adelaide O'Keeffe (Dublin, 5 de novembro de 1776 — Brighton, 4 de setembro de 1865) foi uma poetisa e romancista irlandesa.